# Mugesera (Sektor)
Mugesera ist ein Sektor im Nordwesten des Distrikts Ngoma in der Ostprovinz von Ruanda.

## Geographie
Mugesera hat eine Fläche von 73,3 km² und liegt auf einer Höhe von etwa 1400 m. Der Sektor liegt am gleichnamigen Mugesera-See. Er unterteilt sich in die fünf Zellen Akabungo, Mugatare, Ntanga, Nyamugari und Nyange. Nachbarsektoren innerhalb des Distrikts sind Zaza im Osten und Süden sowie Rukumberi im Westen.

## Bevölkerung
Nach Stand der Volkszählung von 2022 liegt die Einwohnerzahl bei 28.637. Zehn Jahre zuvor waren es 25.716, was einem jährlichen Bevölkerungszuwachs von 1,1 Prozent zwischen 2012 und 2022 entspricht.

## Verkehr
Es führt Stand 2022 keine Nationalstraße oder District Road durch den Sektor.